# Anagaza
Anagaza (llamada oficialmente A Anagaza) es una aldea situada en la parroquia de Somoza, del municipio español de Puebla de Trives, en la provincia de Orense, Galicia.

## Demografía
| Gráfica de evolución demográfica de Anagaza entre 2000 y 2023 |
|                                                               |
| Datos según el nomenclátor publicado por el INE.              |